# Пърси Уилямс Бриджман
Пърси Уилямс Бриджман (на английски: Percy Williams Bridgman) е американски физик, носител на Нобелова награда за физика за 1946 година за приносите му във физиката на високите налягания.

## Биография
Роден е на 21 април 1882 г. в Кеймбридж, Масачузетс. Завършва Харвардския университет и от 1910 г. до пенсионирането си преподава там. Става професор през 1919 г. През 1905 г. започва да изучава свойствата на материята при големи налягания. Създава и усъвършенства различни прибори за високо налягане. Пише различни книги на тема философия на науката.
Бриджман умира на 20 август 1961 г. в Рендолф, Ню Хампшър, самоубивайки се с пистолет, след като известно време живее с метастазите на раково заболяване. Неговите последни думи често са цитирани и са предмет на дебати дали да съществува асистирано самоубийство, или не:
| „ | Не е честно обществото да кара един човек да направи такова нещо на себе си. Днес може би е последният ден, в който ще съм способен да го направя. | “ |